# Victor Schmidt & Söhne

Ausschnitt einer Werbung von Victor Schmidt & Söhne (1886)

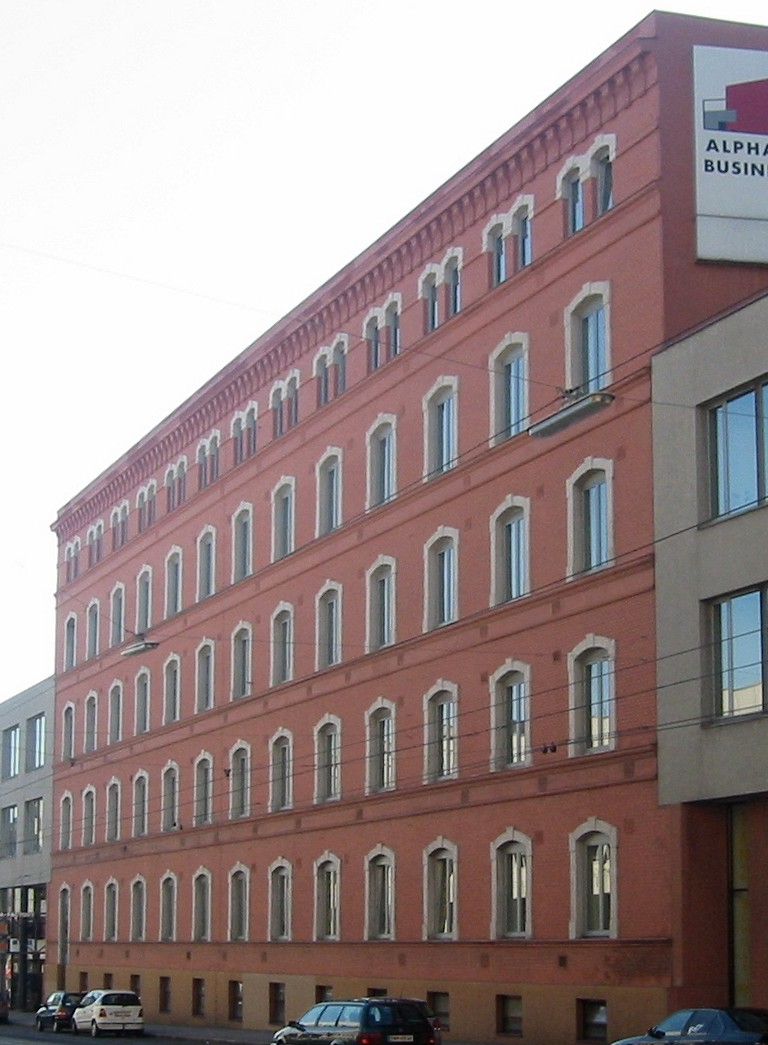
Die ehemalige Schokoladenfabrik Victor Schmidt & Söhne in Simmering

Victor Schmidt & Söhne war ein österreichischer Süßwarenhersteller, der seinen Ursprung im Jahr 1846 hat und 1858 gegründet wurde und seit 2000 zu Josef Manner & Comp. gehört.

## Geschichte
Das Unternehmen Victor Schmidt wurde von seinem Gründer, dem ungarischen Konditor Victor Anton Schmidt (* 8. Dezember 1826 in Stegersbach), am 1. Jänner 1858 als Gewerbe der Schokoladenfabrikation angemeldet. Der erste Standort befand sich in der Weyringergasse 30 im 4. Wiener Gemeindebezirk.
Bereits 1864 kam das Unternehmen, das sehr schnell gewachsen war, erstmals in wirtschaftliche Turbulenzen und ein Konkurs konnte nur knapp abgewendet werden. Trotzdem wuchs das Unternehmen rasch wieder weiter und wurde, neben der Expansion in die Kronländer, international bekannt. 1872 wurde der Unternehmensname (Firma) in Victor Schmidt & Sohn geändert, da zunächst der älteste Sohn Victor Ladislaus in das Unternehmen eintrat. In den kommenden Jahren folgten die Söhne Alfred und Theodor Edmund, so dass der Name schließlich auf Victor Schmidt & Söhne abgeändert wurde. 1880 wurde die Tochterfirma Victor Schmidt és Fiai in Budapest gegründet. 1884 zog sich der Senior aus dem Unternehmen zurück.
Gefertigte Produkte waren Tafelschokolade, Pfefferminzbonbons, aber auch Feigenkaffee, Marmeladen, Senf und Teigwaren. Ende des 19. Jahrhunderts galt das Unternehmen als der größte Süßwaren- und Backwarenfabrikant Österreich-Ungarns. Produziert wurde alles in der Zeit zwischen 1880 und 1905 mit, je nach Saison, rund 800 bis 1.000 Mitarbeitern. Da die Produktionsstätte im 4. Bezirk bald nicht mehr ausreichte, wurde 1905 eine neue, vom Architekten Wilhelm Klingenberg entworfene Fabrik in Simmering an der Geiselbergstraße errichtet. Während des Ersten Weltkrieges war die spätere Widerstandskämpferin Rosa Jochmann Arbeiterin in dieser Fabrik.
Im Jahr 1931 erhielt das Unternehmen die Staatliche Auszeichnung und durfte damit das Bundeswappen im Geschäftsverkehr führen. Das Unternehmen verfügte auch über eine Werksfußballmannschaft, die unter anderem in den Spielzeiten 1933/34, 1934/35 und 1935/36 am Österreichischen Fußballpokal, bis einschließlich 1934/35 noch Wiener Cup genannt, teilnahm.
1939 trat Theodor Schmidt, Sohn von Theodor Edmund Schmidt, aus der Geschäftsführung aus, so dass die Firma nun zu einem Einzelunternehmen mit drei stillen Gesellschaftern mutierte. Im selben Jahr wurde die ungarische Tochterfirma geschlossen. Gegen Ende des Zweiten Weltkrieges musste die Produktion aus Rohstoffmangel eingestellt werden. Erst 1947 wurden wieder die notwendigen Lebensmittel zugeteilt, sodass die Produktion wieder hochgefahren werden konnte, die alte Größe erreichte das Unternehmen jedoch nicht mehr. Produziert wurden hauptsächlich Bonbonnieren und Mozartkugeln. Die dabei verwendete eigene Handelsmarke war dabei Ildefonso, die auch nach der Übernahme durch Manner bis heute besteht. Ab 1969 wurde die Produktion auf das Simmeringer Werk konzentriert.
In den 1970er Jahren kaufte Schmidt den Mitbewerber Gustav & Wilhelm Heller und zwischen 1980 und 1990 die verschiedenen Zweige des zersplitterten Süßwarenunternehmens Pischinger. Mit 1. Jänner 1995 wurde das Unternehmen selbst von Néstle übernommen. Im Jahr 2000 veräußerte Néstle die Marke Victor Schmidt an Josef Manner & Comp. und Heller an die August Storck KG, während Pischinger seit 2006 zur Confiserie Heindl gehört.

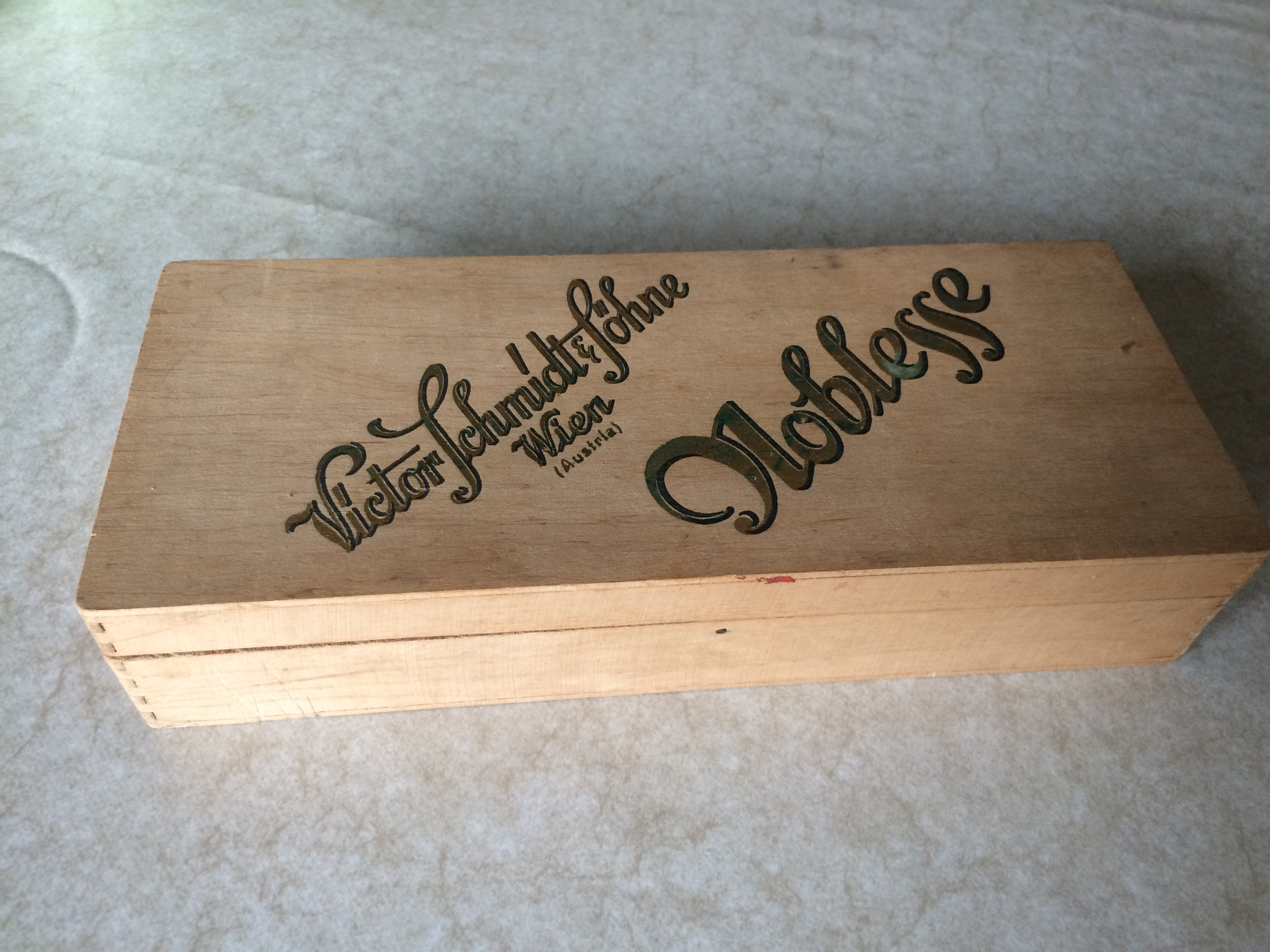
Hölzerne Pralinenschachtel

## Produktlinien
Sowohl Victor Schmidt als auch Ildefonso waren unternehmenseigene Handelsmarken, wurden aber beim Verkauf an Manner ebenfalls mitverkauft, wo sie heute nach wie vor ihre Marktpräsenz haben.

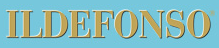
Logo für Ildefonso (Manner)
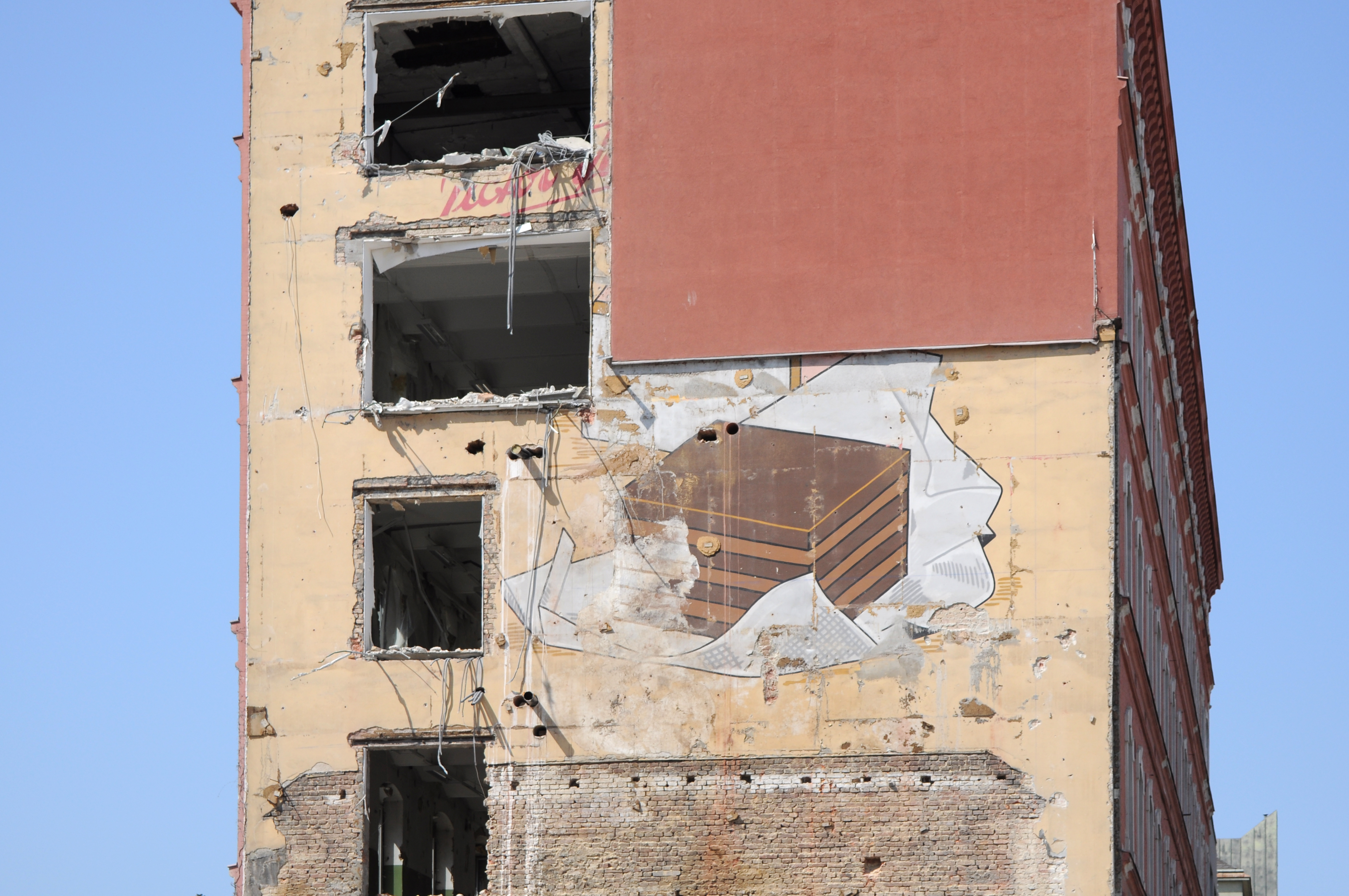
Reste einer Ildefonso-Werbung auf der Fassade der ehemaligen Fabrik (2018)
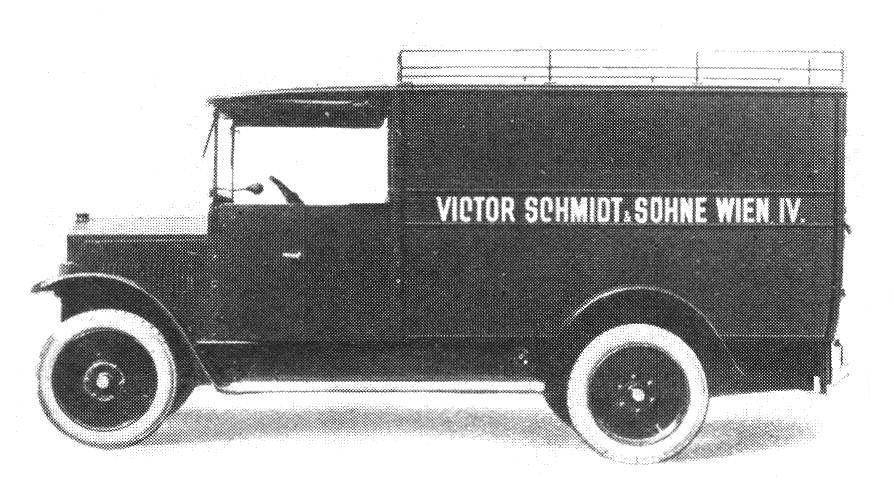
Lieferwagen Typ Austro Fiat AFN (1926)

## Familie
Victor Schmidt 1827–1898 in Bratislava Firmengründer verh. mit Franziska Pillmayer
Kinder:
1. Victor Ladislaus gest. in Budapest mit Henriette v. Maurer zu Cronegg und Ungarshofen gest. in Scheibbs
  1. Victor Heinrich in Wien mit Franziska Schönthan von Pernwald
  2. Henriette in Scheibbs mit Dr. Franz Höfinger
    1. Alice Höfinger in Scheibbs mit Joseph Freiherrn von Gaudernak
2. Alfred in Wien mit Mitzi Göpfert gest. in Wien
3. Theodor in Attersee mit Charlotte Pontzen gest. in Frankfurt
  1. Theodor in Wien mit Hildegard Haid von Haidenburg
  2. Alfred Rudolf in Klatovy, Tschechien
  3. Charlotte in Kitzbühel mit Dr. Leopold Pasquali Edler von Campostellato
4. Adrienne in Kornon Ungarn mit Ludwig Szenes gest. in Seeboden
  1. Ludwig in Wien, kinderlos
  2. Alfred in Wien, kinderlos
  3. Victor in Wien, kinderlos
  4. Ada in Wien mit Dr. Victor Luntz
5. Georgine in Millstatt mit Bruno v. Smolinski
6. Eduard in Wien, kinderlos
7. Amalia in Wien, kinderlos
8. Alexander in Wien, kinderlos